# Achille Locatelli
Achille Locatelli (ur. 15 marca 1856 w Seregno, zm. 5 kwietnia 1935 w Rzymie) – włoski duchowny rzymskokatolicki, internuncjusz apostolski w Argentynie, Paragwaju i Urugwaju w latach 1906–1916, nuncjusz apostolski w Belgii w latach 1916–1918, internuncjusz apostolski w Luksemburgu w latach 1917–1918, nuncjusz apostolski w Portugalii w latach 1918–1922, kamerling Świętego Kolegium Kardynałów w latach 1929–1930 i 1933–1935, kardynał prezbiter od 1922.

## Życiorys
Ukończył Pontyfikalne Seminarium Rzymskie, a także Akademię Dostojników Szlacheckich w Rzymie (uzyskał doktoraty z teologii i utroque iure). Święcenia kapłańskie otrzymał 20 grudnia 1879 w Mediolanie. W 1884 został prywatnym szambelanem papieskim, a w 1886 audytorem nuncjatury w Bawarii. W kolejnych latach przenoszony był do placówek w Paryżu i Wiedniu. W latach 1899–1904 pracował w Sekretariacie Stanu, w sekcji ds. nadzwyczajnych spraw Kościoła. Od 1905 pracował na stanowisku chargé d’affaires nuncjatury w Holandii i Luksemburgu od 1905. 22 listopada 1906 mianowany internuncjuszem apostolskim w Argentynie, Paragwaju i Urugwaju.
6 grudnia 1906 otrzymał nominację na biskupa tytularnego Tessaloniki. Konsekrowany w Rzymie przez kardynała Rafaela Merry del Vala, sekretarza Stanu. W lipcu 1916 przeniesiony na placówkę do Belgii. Od 1917 internuncjusz w Luksemburgu, będąc jednocześnie w tym samym czasie p.o. internuncjusza w Holandii. 13 lipca 1918 mianowany nuncjuszem w Portugalii. Na konsystorzu w grudniu 1922 otrzymał kapelusz kardynalski. W latach 1929–1930 i 1933–1935 kamerling Świętego Kolegium Kardynałów. Zmarł na zapalenie płuc i pochowany został w rodzinnej miejscowości.